# Radovë
Radovë – wieś położona w południowo-wschodniej części Albanii w gminie Qendër Leskovik. Wieś znajduje się 143 kilometrów od stolicy państwa, Tirany.